# Eastern Counties Football League
Eastern Counties Football League, p.t. markedsført under navnet Thurlow Nunn League af sponsorhensyn, er en engelsk fodboldliga med to divisioner på niveau 9 og 10 i det engelske ligasystem. Ligaen har klubber fra Norfolk, Suffolk, det nordlige Essex og den østlige del af Cambridgeshire. Oprykning fra Eastern Counties Football League sker til Isthmian League eller Southern League, afhængig af holdenes geografiske placering.

## Historie

### Etablering
I den første del af det 20. århundrede eksisterede der adskillige ligaer, der dækkede East Anglia, bl.a. Norfolk & Suffolk League, East Anglian League, Essex & Suffolk Border League og Ipswich & District League, men nogle af de større klubber (herunder Ipswich Town og Cambridge Town) spillede i Southern Amateur League. Siden begyndelsen af 1900-tallet havde oprettelsen af en liga, der dækkede hele regionen været foreslået, og presset blev intensiveret efter at Norwich City i 1934 blev valgt til Division Two i The Football League i 1934 og antallet af tilskuere til holdets kampe steg markant. I løbet af sæsonen 1934–35 arbejdedes der især i Harwich og Ipswich for oprettelsen af en sådan liga, og efter indledende sonderinger blev der den 17. februar 1935 afholdt et møde i Picture House i Ipswich med repræsentanter fra fodboldklubber i East Anglia. De ti klubber, der mødte op, var Cambridge Town, Harwich & Parkeston og Ipswich Town fra Southern Amateur League, Colchester Town og Crittall Athletic fra Spartan League, samt Gorleston, Great Yarmouth Town, King's Lynn, Lowestoft Town og Norwich CEYMS fra Norfolk & Suffolk League. Cambridge Town og Norwich CEYMS besluttede sig senere for ikke at blive medlem af ligaen, men i stedet blev yderligere fire hold optaget: Bury Town og Thetford Town fra Norfolk & Suffolk League, Chelmsford City fra London League og Clacton Town fra Ipswich & District League.

### De første år
Den første sæson begyndte den 31. august 1935, og den endte med en delt førsteplads mellem Harwich & Parkeston og Lowestoft Town, der begge havde opnået 26 point. Lowestoft havde den bedste målkvotient, men mesterskabet skulle afgøres i en playoff-kamp, der blev afholdt den 29. august 1936 på Layer Road. Kampen endte 3–3, og de to hold blev erklæret delte vindere og fik lov at opbevare trofæet seks måneder hver. Efter den første sæson forlod Ipswich Town ligaen til fordel for Southern League og blev erstattet af klubbens reservehold.
Efter sæsonen 1936–37 blev der draget tvivl om ligaens levedygtighed. Alle ligaens fem klubber fra Essex skiftede til den nyoprettede Essex County League, mens Thetford havde meldt sig ud efter at være sluttet på ligaens sidsteplads. Der blev dog optaget fire nye hold: Colchester United Reserves, Cromer, Newmarket Town og Norwich CEYMS. Den efterfølgende sæson blev ligaen udvidet til 13 klubber, da to af Essex-klubberne vendte tilbage. Essex County League havde været en fiasko, og kun fem hold fuldførte sæsonen, hvorefter den liga ophørte med at eksistere.
Sæsonen 1939–40 startede den 26. august men blev afbrudt efter udbruddet af anden verdenskrig. Efter krigen blev der afholdt et møde i slutningen af juni 1945 for at undersøge, om ligaen kunne blive genoptaget. På et efterfølgende møde den 28. juli blev det besluttet, at for få klubber var klar til at genoptage aktiviteterne. Mange af klubberne var endnu ikke i stand til at skrive kontrakter, og nogle stadioner var fortsat under hærens kontrol. Ligaen blev i stedet genstartet i sæsonen 1946–47 med deltagelse af ti klubber.

### Senere udvikling
Inden sæsonen 1948–49 blev ligaen udvidet til 16 klubber, primært på grund af optagelsen af fire Londonklubbers 'A'-hold: Arsenal, Chelsea, Tottenham Hotspur og West Ham United. Den følgende sæson blev ligaen udvidet med Gillingham Reserves, som dermed blev eneste hold fra Kent, der nogensinde deltog i Eastern Counties Football League. Dartford ansøgte på samme tid om optagelse men blev afvist. I 1951 fik ligaen sit første hold fra Cambridgeshire, da Cambridge United blev optaget, og i 1955–56 nåede antallet af hold op på 20, hvoraf fem var reserve- eller 'A'-hold. En række hold forlod dog løbende ligaen, der i 1964 var nede på blot 14 klubber, men den genvandt hurtigt det tabte og allerede to år senere var den oppe på 18 medlemmer igen. I 1976 skiftede ligaen navn til Eastern League, men seks år senere vendte man tilbage til det oprindelige navn.
Eastern Counties Football League var blandt de første ligaer, der blev sponsoreret af en ekstern virksomhed, da den i slutningen af 1970'erne havde de lokale byggefirmaer Magnet and Planet og Town and Country som sponsorer.

### Udvidelse til to divisioner
Der havde fra tid til anden siden oprettelsen af ligaen været diskussioner om at udvide med endnu en division, men først i 1983 så det ud til at kunne realiseres. Det blev imidlertid udskudt af The Football Association efter anmodning fra Essex Senior League. Ideen blev genoptaget i sæsonen 1987–88, hvor der den 22. november 1987 blev afholdt et møde for at diskutere det mulige udvidelse. Ligaen kontaktede 21 potentielle medlemsklubber, hvoraf 15 var interesseret i at blive optaget. Yderligere fire klubber blev kontaktet, og en anden (Long Sutton Athletic) bad selv om oplysninger om projektet. Til sidst ansøgte 14 klubber om optagelse i ligaen – otte fra Peterborough & District League (Downham Town, Huntingdon United, King's Lynn reserves, Ortonians, Somersham Town, Warboys Town og Yaxley – Parson Drove ansøgte senere på året men blev afvist), tre fra Anglian Combination (Diss Town, Fakenham Town og Wroxham) og tre fra Essex & Suffolk Border League (Bury Town reserves, Hatfield Peverel og Little Oakley). De blev alle optaget, bortset fra Hatfield Peveral og Little Oakley, hvis stadioner blev dømt utilstrækkelige, mens Ortonians senere trak deres ansøgning tilbage efter problemer med at få klubbens reserve- og 'A'-hold optaget i Peterborough & District League. Mildenhall Town fra Cambridgeshire FA County League og Ipswich Wanderers fra Ipswich Sunday League blev senere inviteret ind i ligaen, mens Halstead Town blev overtalt til at skifte fra Essex Senior League efter Ortonian's sene tilbagetrækken af sin ansøgning, hvilket fik deltagerantallet op på 14 i Division One's første sæson i 1988–89.

## Vindere
Vindere af ligaens divisioner og ligapokalturnering:
| Sæson     | Premier Division                              | Division One                             | League Cup                               |
| --------- | --------------------------------------------- | ---------------------------------------- | ---------------------------------------- |
| 1935–36   | Harwich & Parkeston (1) og Lowestoft Town (1) |                                          | Harwich & Parkeston (1)                  |
| 1936–37   | Crittall Athletic (1)                         |                                          | Harwich & Parkeston (2)                  |
| 1937–38   | Lowestoft Town (2)                            |                                          | Great Yarmouth Town (1)                  |
| 1938–39   | Colchester United Reserves (1)                |                                          | Lowestoft Town (1)                       |
| 1939–46   | Ingen turneringer pga. anden verdenskrig      | Ingen turneringer pga. anden verdenskrig | Ingen turneringer pga. anden verdenskrig |
| 1946–47   | Chelmsford City Reserves (1)                  |                                          | Colchester United Reserves (1)           |
| 1947–48   | Chelmsford City Reserves (2)                  |                                          | Colchester United Reserves (2)           |
| 1948–49   | Chelmsford City Reserves (3)                  |                                          | Tottenham Hotspur 'A' (1)                |
| 1949–50   | Tottenham Hotspur 'A' (1)                     |                                          | Chelsea 'A' (1)                          |
| 1950–51   | Gillingham Reserves (1)                       |                                          | Wisbech Town (1)                         |
| 1951–52   | Gillingham Reserves (2)                       |                                          | Gillingham Reserves (1)                  |
| 1952–53   | Gorleston (1)                                 |                                          | Colchester United Reserves (3)           |
| 1953–54   | King's Lynn (1)                               |                                          | King's Lynn (1)                          |
| 1954–55   | Arsenal 'A' (1)                               |                                          | Lowestoft Town (2)                       |
| 1955–56   | Peterborough United Reserves (1)              |                                          | Gorleston (1)                            |
| 1956–57   | Colchester United Reserves (2)                |                                          | Peterborough United Reserves (1)         |
| 1957–58   | Tottenham Hotspur 'A' (2)                     |                                          | Colchester United Reserves (4)           |
| 1958–59   | Colchester United Reserves (3)                |                                          | Tottenham Hotspur 'A' (2)                |
| 1959–60   | Tottenham Hotspur 'A' (3)                     |                                          | Chelmsford City Reserves (1)             |
| 1960–61   | Tottenham Hotspur 'A' (4)                     |                                          | March Town United (1)                    |
| 1961–62   | Tottenham Hotspur 'A' (5)                     |                                          | Bury Town (1)                            |
| 1962–63   | Lowestoft Town (3)                            |                                          | Aflyst pga. dårligt vejr                 |
| 1963–64   | Bury Town (1)                                 |                                          | Bury Town (2)                            |
| 1964–65   | Lowestoft Town (4)                            |                                          | Haverhill Rovers (1)                     |
| 1965–66   | Lowestoft Town (5)                            |                                          | Lowestoft Town (3)                       |
| 1966–67   | Lowestoft Town (6)                            |                                          | Lowestoft Town (4)                       |
| 1967–68   | Lowestoft Town (7)                            |                                          | Chatteris Town (1)                       |
| 1968–69   | Great Yarmouth Town (1)                       |                                          | Lowestoft Town (5)                       |
| 1969–70   | Lowestoft Town (8)                            |                                          | Sudbury Town (1)                         |
| 1970–71   | Lowestoft Town (9)                            |                                          | Wisbech Town (2)                         |
| 1971–72   | Wisbech Town (1)                              |                                          | Wisbech Town (3)                         |
| 1972–73   | Gorleston (2)                                 |                                          | Hertford Town (1)                        |
| 1973–74   | Sudbury Town (1)                              |                                          | Clacton Town (1)                         |
| 1974–75   | Sudbury Town (2)                              |                                          | Great Yarmouth Town (2)                  |
| 1975–76   | Sudbury Town (3)                              |                                          | Lowestoft Town (6)                       |
| 1976–77   | Wisbech Town (2)                              |                                          | Sudbury Town (2)                         |
| 1977–78   | Lowestoft Town (10)                           |                                          | Lowestoft Town (7)                       |
| 1978–79   | Haverhill Rovers (1)                          |                                          | Cambridge City Reserves (1)              |
| 1979–80   | Gorleston (3)                                 |                                          | Ely City (1)                             |
| 1980–81   | Gorleston (4)                                 |                                          | Great Yarmouth Town (3)                  |
| 1981–82   | Tiptree United (1)                            |                                          | Tiptree United (1)                       |
| 1982–83   | Saffron Walden Town (1)                       |                                          | Sudbury Town (3)                         |
| 1983–84   | Braintree Town (2)                            |                                          | Lowestoft Town (8)                       |
| 1984–85   | Braintree Town (3)                            |                                          | Tiptree United (2)                       |
| 1985–86   | Sudbury Town (4)                              |                                          | Tiptree United (3)                       |
| 1986–87   | Sudbury Town (5)                              |                                          | Sudbury Town (4)                         |
| 1987–88   | March Town United (1)                         |                                          | Braintree Town (1)                       |
| 1988–89   | Sudbury Town (6)                              | Wroxham                                  | Sudbury Town (5)                         |
| 1989–90   | Sudbury Town (7)                              | Cornard United                           | Sudbury Town (6)                         |
| 1990–91   | Wisbech Town (3)                              | Norwich United                           | Histon (1)                               |
| 1991–92   | Wroxham (1)                                   | Diss Town                                | Norwich United (1)                       |
| 1992–93   | Wroxham (2)                                   | Sudbury Wanderers                        | Wroxham (1)                              |
| 1993–94   | Wroxham (3)                                   | Hadleigh United                          | Woodbridge Town (1)                      |
| 1994–95   | Halstead Town (1)                             | Clacton Town                             | Wisbech Town (4)                         |
| 1995–96   | Halstead Town (2)                             | Gorleston                                | Halstead Town (1)                        |
| 1996–97   | Wroxham (4)                                   | Ely City                                 | Harwich & Parkeston (3)                  |
| 1997–98   | Wroxham (5)                                   | Ipswich Wanderers                        | Woodbridge Town (2)                      |
| 1998–99   | Wroxham (6)                                   | Clacton Town                             | Sudbury Wanderers (1)                    |
| 1999–2000 | Histon (1)                                    | Tiptree United                           | Wroxham (2)                              |
| 2000–01   | AFC Sudbury (1)                               | Swaffham Town                            | Lowestoft Town (9)                       |
| 2001–02   | AFC Sudbury (2)                               | Norwich United                           | Clacton Town (2)                         |
| 2002–03   | AFC Sudbury (3)                               | Halstead Town                            | Wroxham (3)                              |
| 2003–04   | AFC Sudbury (4)                               | Cambridge City Reserves                  | Maldon Town (1)                          |
| 2004–05   | AFC Sudbury (5)                               | Ipswich Wanderers                        | Halstead Town (2)                        |
| 2005–06   | Lowestoft Town (11)                           | Stanway Rovers                           | AFC Sudbury (1)                          |
| 2006–07   | Wroxham (7)                                   | Walsham-le-Willows                       | Lowestoft Town (10)                      |
| 2007–08   | Soham Town Rangers (1)                        | Tiptree United                           | Needham Market (1)                       |
| 2008–09   | Lowestoft Town (12)                           | Newmarket Town                           | Leiston (1)                              |
| 2009–10   | Needham Market (1)                            | Great Yarmouth Town                      | Needham Market (2)                       |
| 2010–11   | Leiston (1)                                   | Gorleston                                | Wisbech Town (5)                         |
| 2011–12   | Wroxham (8)                                   | Godmanchester Rovers                     | Stanway Rovers (1)                       |

## Rekorder

### Klubber
- Længste medlemskab: Great Yarmouth Town FC – Fra ligaensgrundlæggelse i 1935 til nu.[4]
- Højeste tilskuertal: 8.387 til King's Lynn vs. Wisbech Town, 12. september 1951.[4]

### Kampe
- Færrest nederlag i en sæson: Chelmsford City FC Reserves – ubesejret i 1946–47[4]
- Flest sejre i en sæson
  - Absolut antal: Wroxham – 34 sejre i 44 kampe i 1996–97
  - Relativt antal: Chelmsford City reserves – 16 sejre i 18 kampe i 1946–47 (89 % sejrsandel)[4]
- Færrest sejre i en sæson: 0 sejre, Thetford Town (1936–37), Newmarket Town (1951–52), Eynesbury Rovers (1960–61), Chatteris Town (1989–90), Clacton Town (2005–06)[4]
- Flest nederlag i en sæson
  - Absolut antal: Clacton Town – tabte 41 af 42 kampe i 2005–06[4]
  - Relativt antal: Newmarket Town – tabte alle 34 kampe i 1951–52[4]
- Flest uafgjorte i en sæson: Watton United – spillede 19 af 40 kampe uafgjort i 1989–90[4]
- Største sejr: Lowestoft Town 19–0 Thetford Town, 20. marts 1937[4]
- Største udesejr: Newmarket Town 0–12 Biggleswade Town, 2. december 1961[4]
- Flest sejre i træk: 19 kampe, Lowestoft Town, fra 21. oktober 1967 til 13. april 1968[4]
- Flest sejre i træk i starten af en sæson: 18 kampe, Bury Town, i 1963–64[4]
- Flest kampe i træk uden nederlag: 37 kampe, Wisbech Town, fra 30. april 1983 til 20. april 1984[4]
- Flest kampe i træk uden nederlag i starten af en sæson: 34 kampe, Wisbech Town, 1983–84[4]
- Flest nederlag i træk: 39 kampe, Newmarket Town, fra 1951 til 1959[5][4]
- Flest kanpe i træk uden sejr: 45, Newmarket Town, fra 1951 til 1959[5][4]

### Mål
- Flest mål i en sæson
  - Absolut antal: Lowestoft Town scorede 157 mål i 34 kampe i 1966–67 (4,62 mål/kamp)[4]
  - Relativt antal: Chelmsford City Reserves scorede 95 mål i 18 kampe i 1946–47 (5,28 mål/kamp)[4]
- Færrest indslupne mål i en sæson: Norwich United – 19 mål i 36 kampe (1990–91)[4]
- Færrest scorede mål i en sæson
  - Absolut antal: Thetford Town – 18 mål i 19 kampe (1936–37), Haverhill Rovers – 18 mål i 36 kampe (1975–76), March Town United – 18 mål i 32 kampe (2000–01), Warboys Town – 18 mål i 36 kampe (2002–03)[4]
  - Relativt antal: Clacton Town – 20 mål i 42 kampe i 2005–06[4]
- Flest indslupne mål i en sæson: Chatteris Town – 208 mål i 40 kampe i 1989–90[4]
- Flest mål af en spiller i en sæson: 57 mål i 30 kampe af Mick Tooley (Lowestoft Town) i 1965–66[4]
- Flest mål af en spiller i en kamp: 9 mål af Ivan Thacker for Lowestoft Town i en 16–0-sejr over Bury Town den 28. december 1935[4]
- Målscorer i flest kampe i træk: 18 kampe, Mick Tooley (Lowestoft Town), i 1965–66[4]